# Мария Пруска (1579 – 1649)
Вижте пояснителната страница за други личности с името Мария от Прусия.
Мария Пруска (на немски: Marie von Preußen; Marie von Hohenzollern; * 23 януари 1579, Кьонигсберг; † 11 февруари 1649, Байройт) от династията Хоенцолерн, е принцеса от Прусия и чрез женитба маркграфиня на Бранденбург-Байройт.

## Живот
Тя е втората дъщеря на Албрехт Фридрих (1553 – 1618), херцог на Прусия, и съпругата му Мария Елеонора фон Юлих-Клеве-Берг (1550 – 1608), най-възрастната дъщеря на херцог Вилхелм Богатия от Юлих-Клеве-Берг и Мария Австрийска (1531 – 1581), дъщеря на император Фердинанд I.
Мария Пруска се омъжва на 29 април 1604 г. в замък Пласенбург в Кулмбах за маркграф Кристиан фон Бранденбург-Байройт (1581 – 1655), от фамилията Хоенцолерн, маркграф на Княжество Байройт от 1603 г., син на бранденбургския курфюрст Йохан Георг и третата му съпруга Елизабет фон Анхалт (1563 – 1607).
През Тридесетгодишната война Мария бяга с фамилията си от дома си.
Мария е погребана в градската църква на Байройт, на която е подарила високия олтар.

## Деца
Мария Пруска има с Кристиан от Бранденбург-Байройт децата:
- Елизабет Елеонора (*/† 1606)
- Георг Фридрих (*/† 1608)
- Анна Мария (1609 – 1680)

∞ 1639 княз Йохан Антон I фон Егенберг (1610 – 1649)
- Магдалена Сибила (1612 – 1687)

∞ 1638 г. за Йохан Георг II, курфюрст на Саксония (1613 – 1680)
- Агнес София (*/† 1611)
- Кристиан Ернст (1613 – 1614)
- Ердман Август (1615 – 1651), наследствен принц на Бранденбург-Байройт

∞ 1641 принцеса София фон Бранденбург-Ансбах (1614 – 1646)
- Георг Албрехт (1619 – 1666), (неуправляващ) маркграф на Бранденбург-Кулмбах (странична линия)

∞ 1. 1651 принцеса Мария Елизабет фон Шлезвиг-Холщайн-Зондербург-Глюксбург (1628 – 1664)
∞ 2. 1665 графиня София Мария от Солмс-Барут (1626 – 1688)
- Фридрих Вилхелм (*/† 1620)